# Jim Taylor
Jim Taylor, all'anagrafe James Guy Taylor (Hillingdon, 5 novembre 1917 – Reading, 6 marzo 2001), è stato un calciatore e allenatore di calcio inglese, di ruolo difensore, che partecipò con la maglia della Nazionale inglese al Campionato mondiale di calcio 1950 tenutosi in Brasile.

## Carriera

### Club
Nativo di Hillingdon, contea di Middlesex (oggi Grande Londra), iniziò a giocare a calcio con la squadra del suo paese, l'Hillingdon Town, andando poi a vestire la maglia del Fulham Football Club nel marzo del 1938. Lo scoppio della Seconda guerra mondiale ne interruppe la carriera professionistica; la stessa venne ripresa nel 1946, alla fine del conflitto, sempre con la maglia della squadra londinese. Nel 1949 contribuì alla promozione dei cottagers in First Division grazie alla vittoria del campionato di seconda divisione, e rimase al Fulham fino all'aprile 1953, quando passò al Queens Park Rangers. Nella squadra militò soltanto per una stagione, ritirandosi dal calcio professionistico nel 1954, diventando prima allenatore/giocatore del Tunbridge Wells Rangers, poi (solo come allenatore) del Yiewsley FC prima e dell'Uxbridge FC poi.

### Nazionale
Taylor venne convocato in Nazionale all'età di 33 anni per il Campionato mondiale di calcio del 1950 giocatosi in Brasile, nel quale però non scese mai in campo.
Al 1951 risalgono le sue uniche 2 presenze ufficiali con la Nazionale: l'esordio fu il 9 maggio nella vittoria per 2-1 contro l'Argentina, mentre la seconda (e ultima) presenza la registrò 10 giorni dopo, il 19 maggio, nelle vittoria per 5-2 contro il Portogallo a Liverpool.

## Statistiche

### Cronologia presenze e reti in Nazionale
| Cronologia completa delle presenze e delle reti in nazionale ― Inghilterra | Cronologia completa delle presenze e delle reti in nazionale ― Inghilterra | Cronologia completa delle presenze e delle reti in nazionale ― Inghilterra | Cronologia completa delle presenze e delle reti in nazionale ― Inghilterra | Cronologia completa delle presenze e delle reti in nazionale ― Inghilterra | Cronologia completa delle presenze e delle reti in nazionale ― Inghilterra | Cronologia completa delle presenze e delle reti in nazionale ― Inghilterra | Cronologia completa delle presenze e delle reti in nazionale ― Inghilterra |
| Data                                                                       | Città                                                                      | In casa                                                                    | Risultato                                                                  | Ospiti                                                                     | Competizione                                                               | Reti                                                                       | Note                                                                       |
| -------------------------------------------------------------------------- | -------------------------------------------------------------------------- | -------------------------------------------------------------------------- | -------------------------------------------------------------------------- | -------------------------------------------------------------------------- | -------------------------------------------------------------------------- | -------------------------------------------------------------------------- | -------------------------------------------------------------------------- |
| 9-5-1951                                                                   | Londra                                                                     | Inghilterra                                                                | 2 – 1                                                                      | Argentina                                                                  | Amichevole                                                                 | -                                                                          |                                                                            |
| 19-5-1951                                                                  | Liverpool                                                                  | Inghilterra                                                                | 5 – 2                                                                      | Portogallo                                                                 | Amichevole                                                                 | -                                                                          |                                                                            |
| Totale                                                                     |                                                                            | Presenze                                                                   | 2                                                                          |                                                                            | Reti                                                                       | 0                                                                          |                                                                            |

## Palmarès

### Club

#### Competizioni nazionali
- Second Division: 1

Fulham: 1948-1949